# Вера (Испания)
Вижте пояснителната страница за други значения на Вера.
Вера (на испански: Vera) е населено място и община в Испания. Намира се в провинция Алмерия, в състава на автономната област Андалусия. Общината влиза в състава на района (комарка) Леванте Алмериенсе. Заема площ от 58 km². Населението му е 14 371 души (по данни от 2010 г.). Разстоянието до административния център на провинцията е 92 km.

## Демография
| 1996 | 1998 | 1999 | 2000 | 2001 | 2002 | 2003 | 2004 | 2005   | 2006   |
| ---- | ---- | ---- | ---- | ---- | ---- | ---- | ---- | ------ | ------ |
| 6453 | 6695 | 6926 | 6930 | 7351 | 7970 | 8717 | 9504 | 10 439 | 11 159 |